# كوسمو هاميلتون
كوسمو هاميلتون (بالإنجليزية: Cosmo Hamilton)‏ (29 أبريل 1870، لندن في المملكة المتحدة - 14 أكتوبر 1942، غلدفورد في المملكة المتحدة)؛ مخرج أفلام، كاتب مسرحي، كاتب وروائي بريطاني.

## روابط خارجية
- كوسمو هاميلتون على موقع IMDb (الإنجليزية)
- كوسمو هاميلتون على موقع قاعدة بيانات برودواي على الإنترنت (الإنجليزية)
- كوسمو هاميلتون على موقع قاعدة بيانات الفيلم (الإنجليزية)